# Ermite de De Filippi
Phaethornis philippii
Espèce
Répartition géographique
Statut de conservation UICN

 LC  : Préoccupation mineure
Statut CITES
L'Ermite de Filippi (Phaethornis philippii) est une espèce de colibris de la sous-famille des Phaethornithinae.
Son nom commémore le zoologiste italien Filippo De Filippi (1814-1867).
Son aire s'étend au sud de l'Amazone.